# كيث لامب (مغني)
كيث لامب (بالإنجليزية: Keith Lamb)‏ هو مغني وكاتب أغاني ومنتج أسطوانات أسترالي، ولد في 9 يناير 1952.

## وصلات خارجية
- كيث لامب على موقع ميوزك برينز (الإنجليزية)
- كيث لامب على موقع ديسكوغز (الإنجليزية)